# Lauv
Ari Staprans Leff (San Francisco, California, 8 de agosto de 1994), conocido como Lauv, es un cantante, compositor y músico estadounidense.
Es conocido por su éxito «I Like Me Better», incluido en su álbum recopilatorio I Met You When I Was 18 (The Playlist), lanzado en 2018. Su álbum debut, How I'm Feeling, fue estrenado el 6 de marzo de 2020, y debutó en el puesto número 16 en el Billboard 200 de Estados Unidos. Lauv también ha escrito canciones para otros artistas como «Boys» de Charli XCX, y «No Promises» de Cheat Codes y Demi Lovato.

## Primeros años
Ari Staprans Leff nació el 8 de agosto de 1994 en San Francisco, California, siendo hijo del judío Stuart Leff, y la letona Silvija Staprāns. Pasó sus primeros años de infancia en un suburbio de Atlanta, Georgia, y luego su familia se mudó a un suburbio de Filadelfia, Pensilvania. Asistió a la escuela secundaria Radnor. Cuando era niño, se interesó por la música y tomó lecciones de piano y viola, antes de aprender a tocar la guitarra a los 11 años. Leff estudió guitarra, grabación, diseño de sonido, producción, voz y composición con Jason Brook Zimmerman, copropietario y fundador de la organización de lecciones de música Travelling Musician. Comenzó a escribir canciones en la secundaria, alrededor de los 14 años. Muchas de sus canciones durante este período se centraron en el desamor y las rupturas, a pesar de que en ese momento nunca había tenido novia. Durante su estancia en la escuela secundaria, tocó en varias bandas y estudió jazz antes de pasar a la música electrónica. Estaba «completamente obsesionado» con hacer música y tocar en espectáculos, que no tenía ningún interés en beber alcohol, consumir drogas, ni nada por el estilo. Ha dicho que su hermana, Aiva, los llevaba a él y a sus amigos de gira, donde a menudo tocaban «para cero personas». Sus primeras influencias musicales fueron Owl City y Never Shout Never. Escuchaba «Maybe I'm Dreaming» de Owl City y estudiaba el estilo de producción y los temas líricos abstractos que utilizan imágenes «de ensueño» y «caprichosas» para describir el amor. También adoptó el nombre artístico de Somersault Sunday, y publicó algunas canciones y extended plays en su cuenta Myspace.
Después de graduarse de la secundaria, Leff decidió desempeñar un papel detrás de escena en la música, al ver que su carrera no estaba despegando. Eligió estudiar tecnología musical en la escuela Steinhardt, perteneciente a la Universidad de Nueva York. Mientras se encontraba en la universidad, estudió en el extranjero en Praga, y fue miembro de la fraternidad Zeta Psi. Pasó dos de sus cuatro años en la Universidad de Nueva York como pasante de estudio para Jungle City Studios, lugar donde grabaron artistas como Jay-Z, Justin Timberlake, y Alicia Keys. Durante su tercer año, firmó un contrato editorial tras el éxito de su canción «The Other», pero decidió terminar la universidad y disfrutarla, ya que solo le quedaba un año, y porque también se sentía lo suficientemente afortunado de poder ir allí.

## Carrera

### 2008-2012: años iniciales ySomersault Sunday
Leff comenzó a escribir música a una edad temprana. Cuando tenía 12 años, formó su primer dúo de rock con su mejor amigo Mike Wagenheim y, a los 13 años, los dos adolescentes formaron una banda de metal. Después de intentar escribir música, Leff comenzó a experimentar con una guitarra acústica y algunos sonidos de sintetizador. Unos meses más tarde, escribió su propia canción acústica en solitario llamada Parting Ways. Luego, a los 14 años, el 28 de abril de 2008 formó su primer proyecto musical en solitario, Somersault Sunday. Lo comenzó primero «como un proyecto paralelo, sólo por diversión», pero lo continuó después de recibir recepciones positivas por la comunidad de internet.
Somersault Sunday es un proyecto en solitario de pop rock con infusión electrónica. En el marco del proyecto Somersault Sunday, pudo lanzar tres extended plays tituladas, Parting Ways EP (2009), Intermission – EP (2010), y Phone Calls & Weekends (2010). Trevor Dahl de Cheat Codes (que entonces estaba haciendo música bajo el sobrenombre de Plug In Stereo) apareció en su tema «Wishful Thinking» de su EP Intermission. El EP Phone Calls & Weekends fue producido por Kevin Gates, quien también mezcló y produjo algunas de las canciones de Never Shout Never, The Ready Set y Cady Groves. Publicó sus canciones en MySpace junto con algunos covers, y mantuvo un estrecho contacto con sus fans a través de la plataforma. Tenía una banda tocando con él durante shows en vivo y conciertos. Leff era conocido por sus presentaciones de sótano, en sus primeros años de secundaria y preparatoria.

### 2014-2016: comienzos yLost in the Light
Leff se centró en escribir y producir para otros artistas durante la universidad, desviándose de su estilo personal de composición. Durante su segundo año, se topó con una entrevista con Paul Simon, en la que Simon describió su enfoque de composición como un proceso para descubrir sus sentimientos más íntimos enterrados. La entrevista ayudó a Leff a tomar contacto con su forma de escribir. Posteriormente, Leff adoptó el nombre artístico de Lauv, letón para la palabra «león» (lauva), como un guiño a la herencia de su madre. Su nombre, Ari, significa «león» en hebreo, y su signo zodiacal es Leo.
Mientras superaba una ruptura amorosa en el otoño de 2014, coescribió «The Other» con Michael Matosic. Aunque estaba concentrado en escribir canciones potenciales para otros artistas, sintió que «The Other» funcionaba mejor como su propia canción. Fue la primera canción que lanzó bajo el nombre de Lauv. Con dicha pista, también descubrió su sonido pop electrónico minimalista. La canción es una fusión de rhythm and blues e indie-pop con influencia de la guitarra de jazz. La canción ganó la atención bloggera y, después de que la subió a SoundCloud en 2015, se volvió viral, alcanzando el puesto número tres de popularidad en el blog agregador de encuestas Hype Machine, y llegando al Top 100 global en Spotify. Después de graduarse de la Universidad de Nueva York, Lauv firmó con la compañía Prescription Songs.
El 25 de septiembre de 2015, Lauv lanzó su EP debut, Lost in the Light, que incluía «The Other». En particular, coescribió y coprodujo «No Promises» para Cheat Codes y Demi Lovato; la canción fue estrenada en 2017 y alcanzó el puesto número 7 en la lista Billboard Pop Songs. En una entrevista con iHeartRadio, Lauv declaró que ha sido amigo de Trevor Dahl de Cheat Codes desde «los días de Myspace».

### 2017-2018: avance musical y tour en Asia
El 19 de mayo de 2017, Leff lanzó el sencillo «I Like Me Better», una canción animada inspirada en una relación que comenzó poco después de mudarse a la ciudad de Nueva York. Alcanzó el puesto 27 en el Billboard Hot 100, obtuvo la certificación platino en siete países (incluido Estados Unidos) y la certificación oro en tres. El mismo año, encabezó su propia gira, titulada Late Nights, Deep Talks, en la que se presentó en ocho ciudades de Estados Unidos. La gira comenzó el 23 de mayo en Los Ángeles, y concluyó el 7 de junio en la ciudad de Nueva York. El 9 de julio, también cantó en el Summerfest, en Milwaukee, Wisconsin. El 4 de septiembre, se anunció que Leff se uniría a Ed Sheeran como acto secundario en su Divide Tour, realizada en Asia. Varias de las fechas de la gira asiática de Ed Sheeran fueron canceladas o reprogramadas, como resultado de las lesiones que sufrió en un accidente de bicicleta, pero Leff continuó con giras promocionales en ciudades como Manila y Filipinas, para después iniciar oficialmente el Divide Tour con Sheeran el 11 de noviembre, presentándose inicialmente en Singapur.

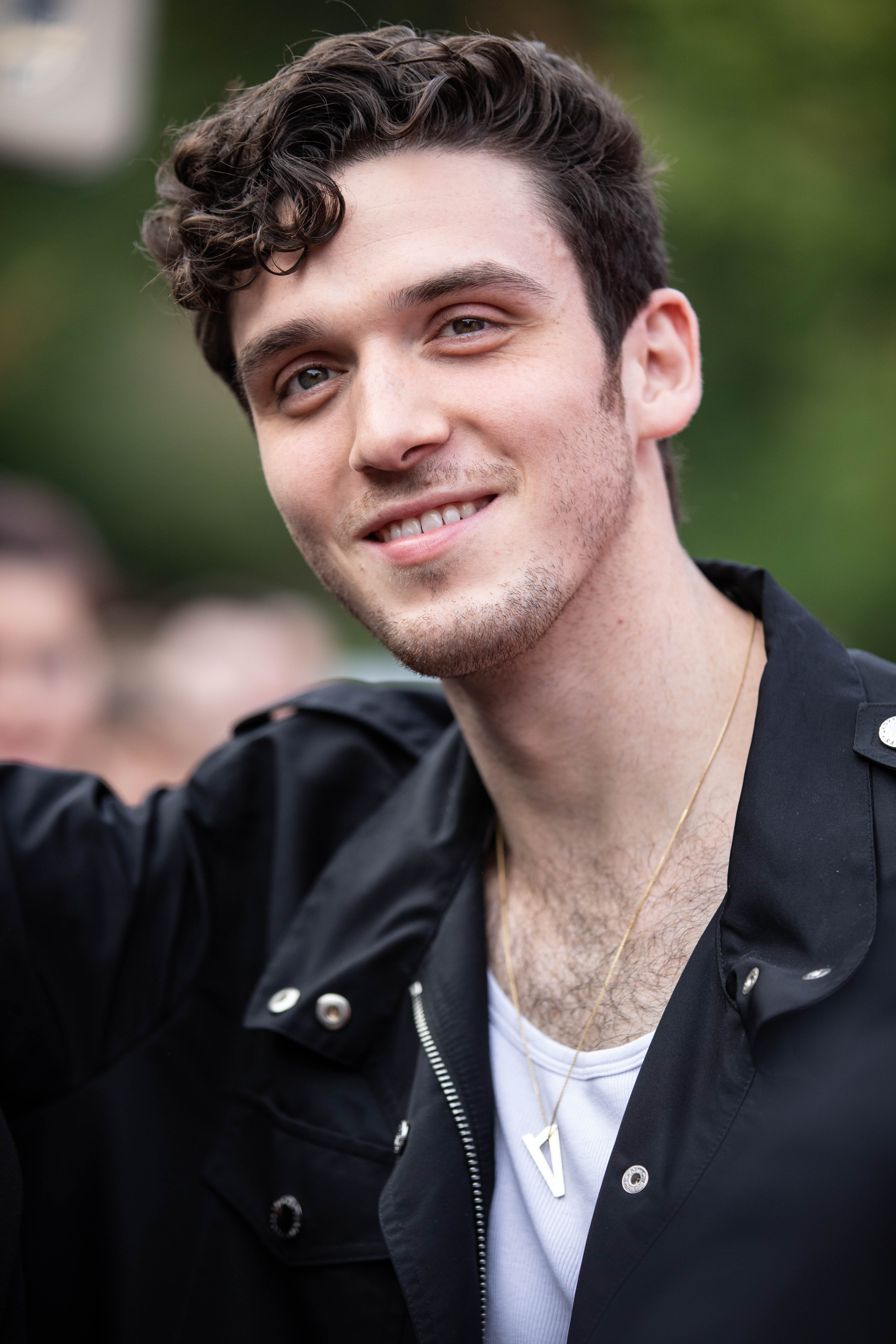
Lauv en 2018.

Leff se embarcó en su primera gira mundial, I Met You When I Was 18, en la primera mitad de 2018. La gira comenzó el 18 de enero en Seattle, Washington, y concluyó el 29 de abril en Oslo, Noruega. Los artistas Jeremy Zucker y Ashe se unieron a él como actos de apoyo en la mayoría de las fechas de la gira por Norteamérica. Durante su tour, tenía una caja llamada «My Blue Thoughts», en la que les pedía a sus fanáticos que escribieran todo lo que quisieran y lo colocarán dentro. Conmemoró las notas que le dejaron en su blog mybluethinkts.world. En mayo, lanzó I Met You When I Was 18 (The Playlist), una colección de 17 pistas nuevas y lanzadas anteriormente, incluidos los sencillos «I Like Me Better» y «The Other», canciones con las cuales había estado trabajando a lo largo de algunos años. También se ha descrito como una «lista de reproducción» que Lauv actualizó paulatinamente hasta completarla ese mes. En la antedicha lista de canciones, narra su mudanza a la ciudad de Nueva York y la primera vez que se enamoró. En junio, ocupó el puesto número uno en la lista de artistas emergentes de Billboard, con fecha del 9 de junio. El 3 de agosto, se presentó en el evento Lollapalooza, realizado en Chicago. El 30 de agosto, Leff lanzó el sencillo «Superhero», una canción inspirada en una nota de la caja. El 27 de septiembre, estreno el sencillo «There's No Way», una colaboración con Julia Michaels.
En noviembre, anunció su primera gira como artista principal, compartiendo que comenzaría al año siguiente y la presentaría en Asia, con la inclusión de países como India, Singapur, Tailandia, Filipinas, Hong Kong, Indonesia y Japón. La mencionada gira comenzó el 13 de mayo de 2019 en Mumbai, India, y concluyó el 30 de mayo en Tokio.

### 2019-2020:How I'm Feeling
El 27 de enero de 2019, Lauv lanzó el sencillo «I'm So Tired...» con Troye Sivan. Se conocieron por primera vez en un lugar de ensayo, y después de escribir otra canción que no funcionó, Lauv le interpretó a Sivan el coro de «I'm So Tired...» que había escrito unos días antes. A Sivan le gustó y escribieron y grabaron el resto del tema en conjunto. El 7 de febrero, interpretaron la canción en Jimmy Kimmel Live!. El 25 de abril, Lauv estreno el sencillo y el video musical de «Drugs & the Internet», el cual dijo que escribió cuando luchaba contra sentimientos de vacío y depresión. Es el segundo sencillo de su álbum de estudio debut How I'm Feeling. Ese mismo mes, también anunció que presentaría las canciones de su álbum debut How I'm Feeling pista por pista mientras se grababa, simultáneamente con la gira que haría para promocionarlo. Poco menos de un mes después, el 20 de mayo, realizó su primer presentación en el Coliseo Smart Araneta. Durante dicho evento, debutó la pista «Sad Forever», lo que dio paso a convertirse en el video musical del sencillo. Durante el show, Lauv declaró que «Este es oficialmente el concierto principal más importante que he presentado» y quería grabar el video en Manila. Once días después, el 31 de mayo, lanzó el sencillo y el video musical para «Sad Forever». También anunció que todas las ganancias de la canción serían donadas en su totalidad a organizaciones de salud mental, que trabajan para eliminar el estigma en torno a las enfermedades mentales. El 1 de agosto, lanzó «Fuck, I'm Lonely», una colaboración con la cantante británica Anne-Marie, realizada para la banda sonora de la tercera temporada de 13 Reasons Why. La canción también se incluyó en su álbum debut. El 19 de septiembre, estrenó «Feelings». Dos semanas después, el 3 de octubre, Lauv lanzó el sencillo «Sims». El 28 de octubre, se lanzó un cortometraje para el mencionado sencillo. El 18 de octubre, hizo su debut en el K-pop a través de su colaboración con BTS en la canción «Make It Right», que es una oda a ARMY (seguidores/as de BTS). El 14 de noviembre, colaboró con LANY para grabar «Mean It», y juntos lanzaron el video musical para la canción el 17 de diciembre. El 22 de cieimbre, debutó en Bollywood a través de una colaboración con el compositor Rochak Kohli para la canción «Dil Na Jaaneya», utilizada para la banda sonora de la película Bollywoodense Good Newwz.
El 2 de enero de 2020, estreno el octavo sencillo de How I'm Feeling, titulado «Changes». La canción trata sobre cómo Lauv intenta tomar resoluciones para cambiar su vida. Dos semanas después, el 16 de enero, lanzó el noveno sencillo de su álbum debut, titulado «Tattoos Together». En ella, Lauv canta sobre hacerse tatuajes con su pareja como una forma de recordarse mutuamente en caso de que alguna vez terminen su relación. El 20 de febrero, debutó el décimo sencillo su álbum, titulado «Modern Loneliness». La canción pretende hablar del concepto «moderno» de soledad, definido por el propio Lauv. El 6 de marzo, finalmente lanzó How I'm Feeling, presentando tres colaboraciones; «Who» con BTS, «Canada» con Alessia Cara, y «El Tejano» con Sofía Reyes, con esta última recibiendo un video musical lanzado el 19 de mayo. Además, los sencillos lanzados el año anterior, como «Mean It» con LANY, «Fuck, I'm Lonely» con Anne-Marie, y «I'm So Tired ...» con Troye Sivan, se agregaron al álbum. Exactamente dos meses después, el 6 de mayo, Lauv siguió con una canción adicional que, según dijo, «iba a estar en el álbum», titulada «Love Like That», que es una canción sobre cómo Lauv lucha con el amor recíproco. El 1 de mayo, marcó el comienzo del Mes de Concientización sobre la Salud Mental al asociarse con Alessia Cara, Anne-Marie y Sofía Reyes para una conversación sobre la salud mental durante la pandemia de COVID-19, titulada «Breaking Modern Loneliness». El 24 de junio, estreno el EP «Without You (EP)», con canciones como «Mine», «Dishes», «Love Somebody», y «Miss Me». Seis días después, el 30 de junio, colaboró con Ellie Goulding para «Slow Grenade». Durante el resto del verano, trabajo con varias artistas para una variedad de canciones, como «if i was u» con Blackbear, «Sweet and Sour» con Tyga y Jawsh 685, y «Kings & Queens, Pt. 2» con Saweetie y Ava Max. El 13 de octubre, estreno el sencillo «Fake» con Conan Gray, una canción en la que tanto Gray como Leff atacan a personas falsas que fingen ser sus amigos aunque los traicionan y mienten sobre ellos a sus espaldas. El 13 de noviembre, apareció en «Stop Crying Your Heart Out» como parte del programa benéfico Allstars de BBC Radio 2 BBC Children in Need 2020, un sencillo benéfico en el Reino Unido. El 20 de noviembre, debutó en el puesto número siete de la UK Singles Chart, para la semana que finalizó el 26 de noviembre – y en número uno tanto en la UK Singles Sales Chart como en la UK Singles Download Chart. También el 26 de noviembre, concluyó la gira de su álbum debut en Perth, Australia, misma que había iniciado el 5 de octubre de 2019 en Washington D. C. El 31 de diciembre, Lauv lanzó el sencillo sorpresa «2021», como especial de Año Nuevo.

### 2021-2022:All 4 Nothingy tour
El 27 de julio de 2021, el DJ estadounidense DallasK anunció un nuevo sencillo con Lauv titulado «Try Again». La canción fue lanzada el 30 de julio.
El 18 de enero de 2022, Lauv anunció que su segundo álbum de estudio estaba «listo», y el sencillo principal titulado «26» se lanzó el 28 de enero. Por esta época, se reveló en un artículo de Billboard que Lauv finalizó un acuerdo de distribución con Virgin Music Label & Artist Services. El 8 de abril, lanzó el segundo sencillo de su segundo álbum, titulado «All 4 Nothing (I'm so in love)», junto con un vídeo musical. Un día antes, su descripción en Spotify fue editada con información sobre el título de su segundo álbum, All 4 Nothing, lanzado el 5 de agosto.

### 2023-presente: The Between Albums Tour y sencillos independientes
El 27 de abril de 2023, Lauv anunció las fechas asiáticas para su gira «The Between Albums Tour», con la que se presentó en Japón, Hong Kong, Tailandia, Corea del Sur, Taiwán, Indonesia, Singapur, Filipinas y China, seguidas de fechas en Europa, Reino Unido y Oceanía el 10 de julio. En junio, estreno «Steal the Show», una canción para la película de Pixar Animation Studios, Elemental. El 4 de agosto, lanzó su nuevo sencillo «Love U Like That».
El 24 de abril de 2024, estrenó «Potential», otro sencillo adicional.

## Vida personal
Lauv reside en Los Ángeles, California. En 2018, Leff salió con la cantante de pop Julia Michaels durante 10 meses, y se separaron a finales del mismo año. Desde 2020, ha estado en una relación con la también cantautora Sophie Cates.
Se ha sincerado sobre su salud mental en varias ocasiones a lo largo de su carrera. Como resultado, Leff es conocido por donar las ganancias de sus canciones a organizaciones de salud mental en un esfuerzo por borrar el estigma que rodea a la salud mental. Microsoft y Leff se unieron para lanzar «My Blue Thoughts», un lugar para personas que luchan por compartir lo que están pasando y dejar ir algo que los agobia.
Su madre y sus abuelos maternos son letones, y Leff suele ir con frecuencia a Letonia para visitar a familiares y pasar los veranos en la cabaña de su abuelo, localizada en la ciudad costera de Jūrmala.
En junio de 2023, Lauv se declaró como miembro de la comunidad LGBTQ+ en un TikTok. En una entrevista de agosto con Out, aclaró con respecto a su sexualidad que «realmente no tengo ninguna respuesta en particular todavía, aparte de que es algo que estoy explorando en mi música y explorando en mi mente, y voy a explorar en mi vida.»

## Discografía

### Álbumes de estudio
- How I'm Feeling (2020)
- All 4 Nothing (2022)

## Giras
- 2017: Late Nights, Deep Talks Tour
- 2018: I Met You When I Was 18. World Tour
- 2018: Fall Tour
- 2019: Asia Tour
- 2019: How I'm Feeling Tour
- 2020: Summer Tour of Asia

### Actos de apertura
- 2017: Last to Leave Tour – Louis the Child
- 2017-2018: ÷ Tour – Ed Sheeran
- 2018: Tell Me You Love Me Tour — Demi Lovato

## Premios y nominaciones
| Año  | Premio                       | Categoría                                                             | Trabajo nominado                     | Resultado | Ref.            |
| ---- | ---------------------------- | --------------------------------------------------------------------- | ------------------------------------ | --------- | --------------- |
| 2018 | Teen Choice Awards           | Artista revelación                                                    | Él mismo                             | Nominado  | [ 91 ]          |
| 2018 | Radio Disney Music Awards    | Mejor nuevo artista                                                   | Él mismo                             | Nominado  | [ 92 ]          |
| 2018 | Radio Disney Music Awards    | Mejor canción de crush                                                | «I Like Me Better»                   | Nominado  | [ 92 ]          |
| 2018 | iHeartRadio Titanium Award   | Mil millones de giros de audiencia total en estaciones de iHeartRadio | «I Like Me Better»                   | Ganador   | [ 93 ]          |
| 2019 | iHeartRadio Music Awards     | Mejor nuevo artista de pop                                            | Él mismo                             | Nominado  | [ 94 ]          |
| 2019 | MTV Video Music Awards       | Artista Push                                                          | Él mismo                             | Nominado  | [ 95 ]          |
| 2019 | MTV Europe Music Awards      | Mejor actuación push                                                  | Él mismo                             | Nominado  | [ 96 ]          |
| 2019 | Melon Music Awards           | Premio al mejor pop                                                   | «I'm So Tired ...» (con Troye Sivan) | Nominado  | [ 97 ]          |
| 2020 | Joox Thailand Music Awards   | Artista Internacional del Año                                         | Él mismo                             | Nominado  | [ 98 ]          |
| 2020 | AIM Independent Music Awards | Mejor canción independiente en asociación con Facebook                | «Modern Loneliness»                  | Nominado  | [ 99 ]          |
| 2020 | Global Awards                | Estrella naciente                                                     | Él mismo                             | Nominado  | [ 100 ]         |
| 2021 | Gold Derby Music Awards      | Mejor artista nuevo                                                   | Él mismo                             | Nominado  | [ 101 ] [ 102 ] |
| 2021 | AIM Independent Music Awards | El más nuevo artista independiente                                    | Él mismo                             | Ganador   | [ 103 ]         |